# 鲁道夫·柯尼希
鲁道夫·柯尼希（德語：Rudolf König，1865年8月18日—1927年1月30日）是一位奥地利商人、业余天文学家暨月面学家。

## 生平
1865年8月18日，他出生在维也纳，在莱比锡接受了技术教育，毕业后承继了他父亲的生意。
柯尼希非常热衷于天文探索，1906年他在维也纳库佩韦瑟(Kuppelwiesergasse)12号的自家屋顶上建造了一座私人观测台。
在这座安装有双倍蔡司折射望远镜的观察台，他对月球进行了长时期的观测。
在1912年，他整理出版了一卷由他已故朋友约翰·内波穆克·克里格制作的的月面图。 
月球上的柯尼希陨石坑就是以他的名字命名的。
1927年1月30日，鲁道夫·柯尼希去在维也纳的席津去世，享年61岁。1929年，他的望远镜被布拉格斯特凡尼克天文台收购和并安置在主穹顶下，现在仍在使用。

## 备注
- Štefánikova hvězdárna - Hvězdárna a planetárium hl. m. Prahy,布拉格斯特凡尼克天文台 – 英文网站 （页面存档备份，存于）